# Manoir Desmares
Le manoir Desmares est un manoir du XVe siècle situé à Lisieux dans le département du Calvados en Normandie. 

## Localisation
Le manoir est situé au no 5, no 7 rue Aristide-Briand. Il est situé dans une impasse au sein d'un quartier rescapé du bombardement de Lisieux et donc est représentatif de la ville de Lisieux telle qu'elle pouvait apparaitre avant la Seconde Guerre mondiale.

## Historique
Le manoir est bâti  dans le dernier quart du XVe siècle et jusqu'au début du XVIe siècle. L'édifice comporte les armoiries d'Étienne Blosset de Carrouges, évêque de Lisieux de 1482 à 1505.
Le bâtiment a également servi de grenier à sel.
Le manoir appartient à la ville à partir de 1985 et la restauration de l'édifice a duré un an.
Le manoir a été inscrit en totalité aux monuments historiques par un arrêté du 15 décembre 2003. une chocolaterie occupe depuis 2010 ses murs.

## Description
L'édifice est à pans de bois.
Il comporte un encorbellement côté cour et du côté de l'impasse un porche pourvu de deux personnages sculptés inspirés des récits liés à la découverte du Nouveau Monde, ce motif étant répandu.

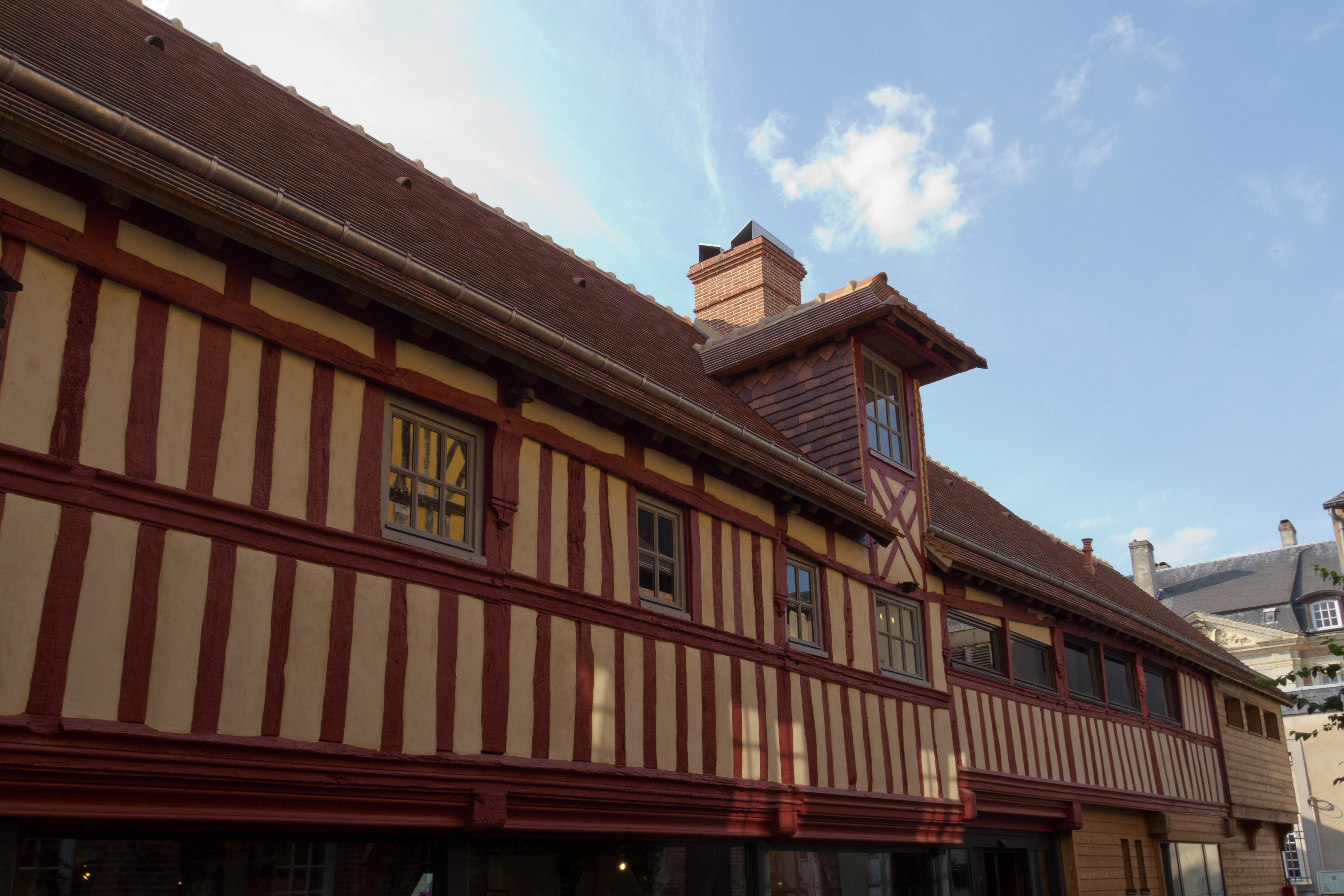
Façade est du manoir
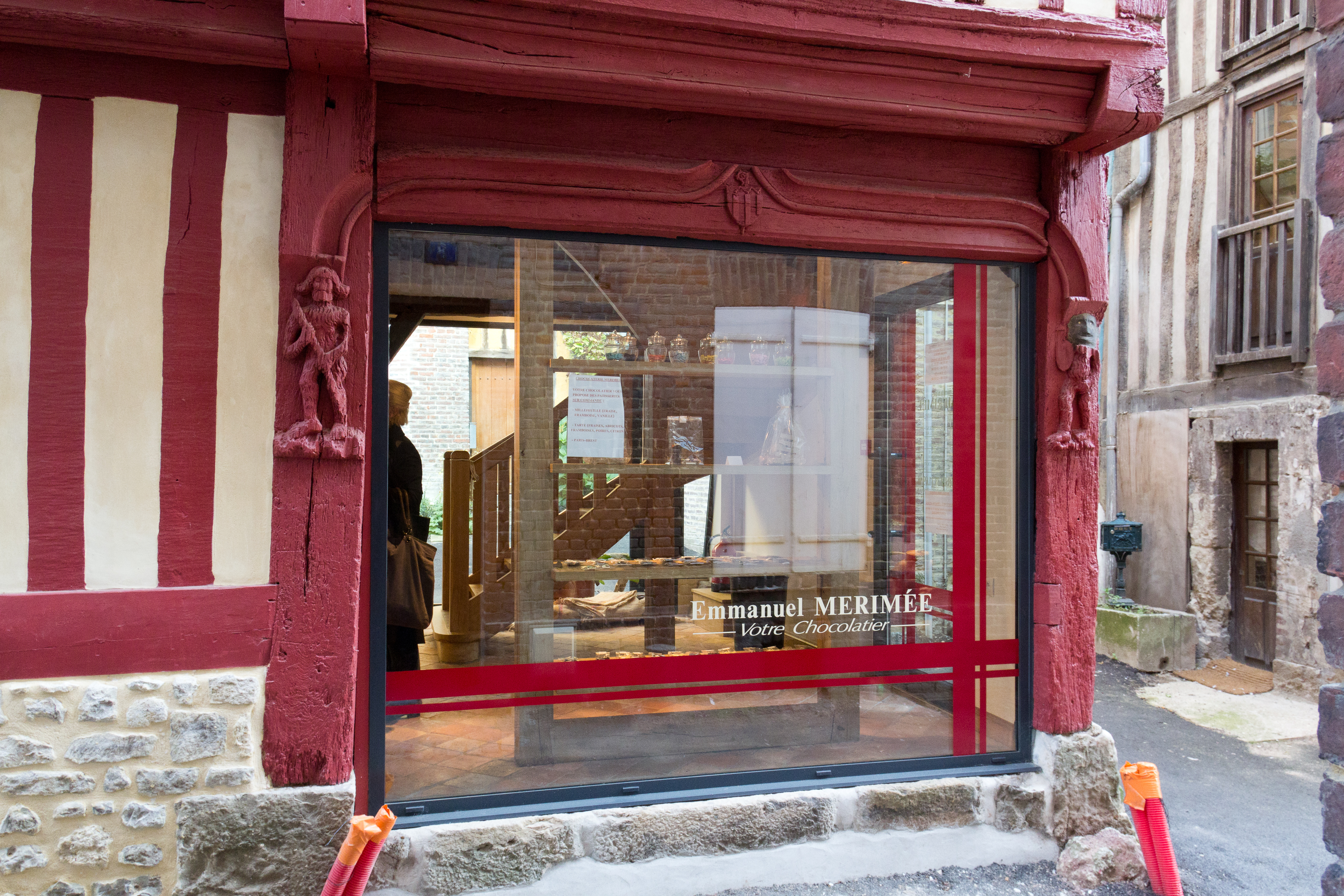
Vitrine